# Romio vs Juliet
Romio vs Juliet (litt. « Romio contre Juliet »), connue au Japon sous le nom de Kishuku gakkō no Juliet (寄宿学校のジュリエット, litt. « Juliet de l'internat »), est une série de manga écrite et dessinée par Yōsuke Kaneda. S'inspirant de la pièce Roméo et Juliette de William Shakespeare, l'histoire suit la relation amoureuse de Romio Inuzuka et de Juliet Persia, respectivement issus de la nation de Touwa et la principauté de West, mais ils doivent cacher cela car leurs pays respectifs et leurs proches sont hostiles entre eux. Le manga est aussi appelé en anglais Boarding School Juliet.
La série est lancée dans le magazine de shōnen manga de Kōdansha Bessatsu Shōnen Magazine en juillet 2015, avant d'être déplacée dans le Weekly Shōnen Magazine en septembre 2017 ; elle s'est conclue en septembre 2019. Pika Édition a annoncé la publication de la série en français.
Une adaptation en série télévisée d'animation par le studio Liden Films est diffusé pour la première fois au Japon entre le 6 octobre et le 22 décembre 2018. Amazon Prime Video diffuse la série sous le titre Juliet au pensionnat pour les territoires francophones.

## Synopsis
L'Académie Dahlia (ダリア学園, Daria-gakuen) est située sur une île entre la nation de Touwa (東和国, Tōwa-koku) et la principauté de West (ウェスト公国, Wesuto-kōkoku) dont les relations sont tendues. Le prestigieux pensionnat accueille les élèves venant de ces deux grands pays et les répartit dans des dortoirs respectifs, les Black Doggy (黒犬の寮, Burakku Dogī Hausu, litt. « Maison des chiens noirs ») abritant les élèves de Touwa et les White Cats (白猫の寮, Howaito Kyattsu Hausu, litt. « Maison des chats blancs ») hébergeant ceux de West. L'hostilité des nations est aussi présente au sein de l'Académie, les querelles et affrontements formant ainsi le quotidien des élèves.
Cependant, Romio Inuzuka, le représentant des 1res années des Black Doggy, voue un amour inconditionnel pour Juliet Persia, la représentante des 1res années des White Cats, depuis sa tendre enfance. D'abord hésitant, Romio décide de lui avouer ses sentiments et lui déclare qu'il est déterminé à changer la société si cela lui permettrait de rester aux côtés de Juliet. Juliet, impressionnée par sa détermination, cède à ses avances. Romio et Juliet doivent désormais travailler dur pour garder leur relation secrète des autres camarades de dortoir tout en essayant d'éviter les ennuis.

## Personnages

### Personnages principaux
Romio Inuzuka (犬塚 露壬雄, Inuzuka Romio)
Voix japonaise : Yūki Ono,
Le chef de la division des 1re années du lycée des « Black Doggy ». Il est amoureux de Juliet depuis son enfance et l'a toujours secrètement protégée pendant la guerre de groupe. C'est un romantique quand il s'agit de sortir avec Juliet et il est souvent timide quand il doit faire des avances. Cependant, il fera toujours face aux problèmes, en particulier en ce qui concerne Juliet ou ses camarades. Bien que physiquement fort, il a du mal avec les études et est incapable de nager.
Il est actuellement sous la charge de Teria, tout en cherchant à devenir l'un des préfets des Black Doggy.
Juliet Persia (ジュリエット・ペルシア, Jurietto Perushia)
Voix japonaise : Ai Kayano,
Le chef de la division des 1re années du lycée des « White Cats ». Elle est la fille unique de la famille Persia, une famille noble de haut rang de West. Étant donné que seuls les hommes peuvent hériter du rang de noble, sa famille risque de perdre sa noblesse. Cela motive donc Juliet à devenir plus forte, afin qu'on ne la prenne plus de haut et qu'on ne la sous-estime pas sous prétexte qu'elle est une femme. Elle a d'abord pris la protection de Romio envers elle comme de la pitié et a nourri une forte animosité à son égard jusqu'à ce qu'il lui confesse son amour.
Tout au long de la série, ses sentiments pour Romio grandissent, au point où elle peut exprimer avec confiance son amour pour ce dernier devant les autres. Ses compétences en cuisine s'améliorent également, bien qu'elle ne puisse actuellement cuisiner que des biscuits. Quand elle sort avec Romio en public, elle se fait passer pour un collégien des Black Doggy nommé Julio.
Elle est sous la charge d'Anne.
Hasuki Komai (狛井 蓮季, Komai Hasuki)
Voix japonaise : Ayane Sakura,
Le bras droit et l'amie d'enfance de Romio. D'abord timide et introvertie dans son enfance, elle rencontre Romio en primaire lorsqu'il la félicite pour son intelligence après avoir été aidé par cette dernière à faire ses devoirs. Son interaction avec Romio l'a rendue plus extravertie et passionnée avec les autres, caractère visible dès le début de la série. Elle est reconnaissante envers Romio pour l'amitié qu'il lui porte et par conséquent, elle finit par tomber amoureuse de lui. Elle est la seule du côté des Black Doggy à connaître la relation de Romio et Juliet, après que ce dernier lui avoue la vérité. Alors qu'elle désapprouvait cela initialement, Romio la convainc de garder le secret concernant sa relation avec Juliet.
Elle occupe actuellement la 2e place au classement des notes scolaires pour les premières années, juste derrière Juliet. En raison de ses prouesses scolaires, elle organise souvent des sessions de soutien intense pour empêcher ses camarades du Black Doggy d'échouer, en particulier Romio. Elle a également un petit frère, Kōgi, qui est au collège.
Elle est sous la charge de Kochō.
Chartreux Westia (シャルトリュー・ウェスティア, Sharutoryū Wesutia)
Voix japonaise : Yū Shimamura (ja),
Surnommée Char (シャル, Sharu), elle est la meilleure amie de Juliet et la première princesse de West. Elle est l'une des rares personnes à connaître sa relation avec Romio. Enfant, Juliet est toujours restée auprès de Char, ce qui a rendu Char extrêmement protectrice envers elle. Elle est amoureuse de Juliet et obsédée par elle Au point de posséder une pièce secrète remplit de photos volées de Juliet.Au début, elle faisait du chantage à Romio pour l'empêcher de mener à bien ses projets avec Juliet. Bien qu'elle désapprouve le choix de son amie, elle réalise à quel point Juliet se soucie de Romio et de la joie que leur relation lui procure. Malgré tout, elle continue de surveiller le jeune couple, les espionnant souvent de loin.
Elle est considérée comme très exigeante et est généralement le centre d'attention de ceux qui font partie des White Cats. Elle aime aussi taquiner les autres, Scott étant généralement la principale victime de ses farces.

### Dortoir Black Doggy
Chizuru Maru (丸流 千鶴, Maru Chizuru)
Voix japonaise : Tomokazu Sugita,
Un des trois délinquants des Black Doggy. Il est décrit comme un extrémiste pour la cause des Black Doggy, méprisant les White Cats. Ses amis Kento et Eigo ont tenté d'agresser Juliet lorsqu'elle était seule, mais Romio l'a sauvée, provoquant les événements qui ont conduit Romio à confesser son amour pour Juliet. Il n'aime pas le changement récent d'attitude de Romio et est très réticent à aider les autres, bien qu'en vérité il se montre très actif lorsqu'il s'agit de défendre la cause de son dortoir. Maru est amoureux de l'alter ego des Black Doggy de Juliet, « Julio », et a finalement appris son genre, même s'il ne sait pas que Julio n'est autre que Juliet déguisée.
Kento Tosa (土佐 健斗, Tosa Kento)
Voix japonaise : Yoshimasa Hosoya (ja),
Un des trois délinquants des Black Doggy. Il est considéré comme l'idiot du groupe.
Eigo Kohitsuji (古羊 英語, Kohitsuji Eigo)
Voix japonaise : Hiro Shimono,
Un des trois délinquants des Black Doggy. Il est le plus pervers du groupe, partageant souvent ses magazines pornographiques avec les autres.
Airu Inuzuka (犬塚 藍瑠, Inuzuka Airu)
Voix japonaise : Daisuke Ono,
Le frère aîné de Romio et le préfet en chef des Black Doggy. Élève de 3e année, il est sérieux et strict avec les Black Doggy, notamment son frère. Il est également le chef de la famille Inuzuka après le décès de son père et fait tout ce qui est en son pouvoir pour empêcher le nom des Inuzuka d'être terni. Cependant, il peut parfois présenter des actes de gentillesse, en particulier envers sa famille.
Kochō Wan (王 胡蝶, Wan Kochō)
Voix japonaise : Rina Hidaka,
L'une des deux préfets de deuxième année du dortoir des Black Doggy et la sœur jumelle de Teria. Elle est connue comme l'experte en pharmacologie, c'est-à-dire en matière de médicaments. En dépit de leur petite taille, les deux sœurs ont en fait 14 ans et ont sauté des classes grâce à leur intelligence. Kochō est le plus extravertie des jumeaux. Elle est actuellement le mentor de Hasuki au sein du conseil des élèves.
Teria Wan (王 手李亞, Wan Teria)
Voix japonaise : Yui Ogura,
L'une des deux préfets de deuxième année du dortoir des Black Doggy et la sœur jumelle de Kochō. Elle est connue comme étant l'experte en ingénierie, avec une expertise dans le domaine des machines. Elles a, comme sa sœur, 14 ans et a sauté des classes dû à son intelligence. Cependant, Teria n'a adhéré au conseil que pour pouvoir être à côté de sa sœur. Elle est assez timide, mais toujours prête à relever le défi d'aider les autres. Au fur et à mesure qu'elle apprend à connaître Romio, Teria tombe amoureuse de lui et sa sœur la pousse à être plus dynamique avec lui. Elle est aussi le mentor de Romio au sein du conseil des élèves.
Shizuka Shishi (獅子静香, Shishi Shizuka)
Voix japonaise : Riho Iida (ja),
L'une des bonnes amies de Hasuki.
Nia Pomera (歩米良仁愛, Pomera Nia)
Voix japonaise : Kaede Hondo,
L'une des bonnes amies de Hasuki.

### Dortoir White Cats
Scott Fold (スコット・フォールド, Sukotto Fōrudo)
Voix japonaise : Hiroshi Kamiya,
Le bras droit de Juliet. Un garçon de 1re année, il est amoureux de Juliet, ayant apparemment été sauvé par cette dernière dans le passé. En conséquence, il est souvent vu en train de suivre Juliet, la traquant souvent à distance. Plus récemment, il est devenu une cible des tendances sadiques de Chartreux.
Il est sous la charge de Rex.
Aby Ssinia (アビ・シニア, Shinia Abi)
Voix japonaise : Shinnosuke Tachibana (ja),
Un élève de 1re année et une figure populaire au sein des White Cats. Originaire d'une famille de roturier, il a été victime de harcèlement dans son enfance, tout comme Somali. Il souhaite devenir préfet pour prouver sa valeur et gagner l'admiration des autres. Pour parvenir à cela, il a eu recours à des tactiques sournoises tout au long du festival sportif afin de vaincre Romio et Juliet, dont la popularité menaçait son objectif. Il pense être le seul à pouvoir suivre les farces de Somali.
Il est sous la charge de Cait.
Somali Longhaired (ソマリ・ロングヘアード, Somari Ronguheādo)
Voix japonaise : Eri Kitamura,
Élève de 1re année, Somali possède une force surhumaine et une attitude enjouée. Elle a été victime d'intimidation par ses camarades de classe quand elle était plus jeune avec Aby. C'est pourquoi, elle cherche également à devenir préfet et obéit aux ordres d'Aby, peu importe les méthodes utilisées. Elle se soucie profondément d'Aby et souhaite devenir une femme digne de lui.
Elle était initialement sous la charge de Rex avant de céder sa place à Scott.
Cait Sith (ケット・シィ, Ketto Shī)
Voix japonaise : Kazuyuki Okitsu,
Un 3e année et préfet en chef des White Cats. Il a une attitude détendue à l'égard des affaires des étudiants et est un fan de blagues salaces. En conséquence, il finit souvent par se faire réprimander par Anne. Cependant, il est très perspicace et devient sérieux lorsque la situation l'exige.
Il est le mentor d'Aby au sein du conseil des élèves.
Anne Sieber (アン・サイベル, An Saiberu)
Voix japonaise : Sumire Uesaka,
La secrétaire du conseil des élèves du côté des White Cats et l'une des préfets. Élève de 2e année, elle est stricte et intransigeante, valorisant le travail acharné et le dévouement des autres. Elle a un faible envers les choses qu'elle juge mignonnes.
Elle est actuellement le mentor de Juliet au sein du conseil des élèves.
Journey Rex (ジャーニー・レックス, Jānī Rekkusu)
Voix japonaise : Takanori Hoshino (ja),
Un élève de 2e année et l'un des préfets des White Cats. C'est un homme très musclé dont l'obsession est de vouloir être à la fois fort et mignon. Pour cette raison, il s'habille souvent avec des vêtements de femme. Il ne tolérera pas ceux qui se moquent de son apparence et montre un grand respect pour ceux qui vivent à la hauteur de leurs convictions.
Il est le mentor de Scott au sein du conseil des élèves.

## Productions et supports

### Manga
Écrit et dessiné par Yōsuke Kaneda, Kishuku gakkō no Juliet est lancé dans le numéro d'août 2015 du magazine de prépublication de shōnen manga Bessatsu Shōnen Magazine, sorti le 9 juillet 2015. Un one shot a été publié dans le numéro de janvier 2015, paru le 9 décembre 2014. La série est déplacée dans le Weekly Shōnen Magazine avec le 43e numéro, sorti le 27 septembre 2017. Le dernier chapitre de la série est publié le 4 septembre 2019. Avec le premier volume tankōbon édité par Kōdansha le 9 novembre 2015 ; la série est composée au total de seize volumes tankōbon. Un épilogue, dit « volume 0 », est publié avec l'édition limitée du 16e volume et met en avant les personnages de la série sept ans après l'obtention de leur diplôme.
En Amérique du Nord, la version anglaise du manga est publiée par la maison d'édition Kodansha USA depuis avril 2018 sous le titre Boarding School Juliet,.
En décembre 2018, Pika Édition a annoncé l'obtention de la licence du manga pour la version française, sous le titre Romio vs Juliet, avec une traduction d'Anne-Sophie Thévenon et dont le premier volume est sorti en mars 2019,.

#### Liste des volumes
| no | Japonais           | Japonais                                                                  | Français         | Français          |
| no | Date de sortie     | ISBN                                                                      | Date de sortie   | ISBN              |
| --- | ------------------ | ------------------------------------------------------------------------- | ---------------- | ----------------- |
| 1 | 9 novembre 2015    | 978-4-06-395526-2                                                         | 6 mars 2019      | 978-2-8116-3312-7 |
| 2 | 8 avril 2016       | 978-4-06-395641-2                                                         | 9 mai 2019       | 978-2-8116-3313-4 |
| 3 | 9 septembre 2016   | 978-4-06-395751-8                                                         | 3 juillet 2019   | 978-2-8116-4972-2 |
| 4 | 9 février 2017     | 978-4-06-395862-1                                                         | 4 septembre 2019 | 978-2-8116-5092-6 |
| 5 | 9 août 2017,       | 978-4-06-510101-8 (édition standard) 978-4-06-510224-4 (édition limitée)  | 6 novembre 2019  | 978-2-8116-5198-5 |
| EXTRA : Au Japon, l'édition limitée est comprise avec trois badges à l'effigie de Juliet, d'Hasuki et de Chartreux.                                 |                    |                                                                           |                  |                   |
| 6 | 15 décembre 2017   | 978-4-06-510545-0                                                         | 8 janvier 2020   | 978-2-8116-5386-6 |
| 7 | 16 mars 2018       | 978-4-06-511071-3                                                         | 4 mars 2020      | 978-2-8116-5423-8 |
| 8 | 15 juin 2018       | 978-4-06-511613-5                                                         | 16 juillet 2020  | 978-2-8116-5493-1 |
| 9 | 14 septembre 2018, | 978-4-06-512604-2 (édition standard) 978-4-06-513071-1 (édition limitée)  | 2 septembre 2020 | 978-2-8116-5665-2 |
| EXTRA : Au Japon, l'édition limitée est comprise avec trois porte-clés en acrylique à l'image de Juliet, de Chartreux et d'Anne en maillot de bain. |                    |                                                                           |                  |                   |
| 10 | 17 octobre 2018    | 978-4-06-512995-1                                                         | 4 novembre 2020  | 978-2-8116-5828-1 |
| 11 | 17 décembre 2018,  | 978-4-06-513488-7 (édition standard) 978-4-06-514689-7 (édition spéciale) | 6 janvier 2021   | 978-2-8116-5977-6 |
| EXTRA : Au Japon, l'édition limitée est comprise avec une mini collection d'illustrations.                                                          |                    |                                                                           |                  |                   |
| 12 | 15 février 2019    | 978-4-06-514128-1                                                         | 3 mars 2021      | 978-2-8116-6041-3 |
| 13 | 17 mai 2019        | 978-4-06-514886-0                                                         | 5 mai 2021       | 978-2-8116-6117-5 |
| 14 | 17 juillet 2019    | 978-4-06-515311-6                                                         | 7 juillet 2021   | 978-2-8116-6118-2 |
| 15 | 17 septembre 2019  | 978-4-06-516450-1                                                         | 8 septembre 2021 | 978-2-8116-6121-2 |
| 16 | 15 novembre 2019,  | 978-4-06-517359-6 (édition standard) 978-4-06-517632-0 (édition spéciale) | 3 novembre 2021  | 978-2-8116-6123-6 |
| EXTRA : Au Japon, l'édition limitée est comprise avec un livret dit « Volume 0 » (０巻, 0-Kan) servant d'épilogue.                                  |                    |                                                                           |                  |                   |

### Light novel
Une adaptation en light novel par Tadahito Mochizuki, avec les illustrations de Yōsuke Kaneda, a été publiée par Kōdansha en un volume unique le 9 février 2017  (ISBN 978-4-0639-3157-0).

### Anime
Une adaptation en anime a été annoncée en mars 2018 via l'ouverture d'un site officiel dédié,. Celle-ci est réalisée par Seiki Takuno au sein du studio d'animation Liden Films, avec Fumiaki Usui comme assistant réalisateur, Takao Yoshioka pour l'écriture et la supervision des scripts, Yūki Morimoto en tant que character designer et Masaru Yokoyama pour composer la musique,. La série est diffusée pour la première fois au Japon dans la case horaire Animeism sur TBS et MBS entre le 6 octobre et le 22 décembre 2018, et sur BS-TBS à partir du 7 octobre 2018,. Douze épisodes composent la série d'animation, répartis dans quatre coffrets Blu-ray,. Amazon détient les droits exclusifs de diffusion en simulcast de la série au Japon et à l'étranger via son service de vidéo à la demande, Amazon Prime Video ; l'anime est licencié sous le titre Juliet au pensionnat pour les territoires francophones.
La chanson de l'opening de la série, intitulée Love with You, est réalisée par le duo fripSide, tandis que la chanson de Riho Iida intitulée Itsuka sekai ga kawaru made (いつか世界が変わるまで) sert d'ending,.

#### Liste des épisodes
| No | Titre français                         | Titre japonais                     | Titre japonais                     | Date de 1re diffusion |
| No | Titre français                         | Kanji                              | Rōmaji                             | Date de 1re diffusion |
| -- | -------------------------------------- | ---------------------------------- | ---------------------------------- | --------------------- |
| 1  | Romio Inuzuka et Juliet Persia         | 犬塚露壬雄とジュリエット・ペルシア | Inuzuka Romio to Jurietto Perushia | 6 octobre 2018        |
| 2  | Rosario et Juliet                      | ロザリオとジュリエット             | Rozario to Jurietto                | 13 octobre 2018       |
| 3  | Romio et la princesse Char             | 露壬雄とシャル姫                   | Romio to Sharu-hime                | 20 octobre 2018       |
| 4  | Romio et Hasuki                        | 露壬雄と蓮季                       | Romio to Hasuki                    | 27 octobre 2018       |
| 5  | Romio et le Festival sportif           | 露壬雄と体育祭                     | Romio to taiikusai                 | 3 novembre 2018       |
| 6  | Juliet et le Festival sportif          | ジュリエットと体育祭               | Jurietto to taiikusai              | 10 novembre 2018      |
| 7  | Romio et Juliet et le Festival sportif | 露壬雄とジュリエットと体育祭       | Romio to Jurietto to taiikumasai   | 17 novembre 2018      |
| 8  | Romio et le Préfet                     | 露壬雄と監督生                     | Romio to Purifekuto                | 24 novembre 2018      |
| 9  | Romio et Char et le Cadeau             | 露壬雄とシャルとプレゼント         | Romio to Sharu to Purezento        | 1er décembre 2018     |
| 10 | Romio et Airu                          | 露壬雄と藍瑠                       | Romio to Airu                      | 8 décembre 2018       |
| 11 | Romio et Juliet et l'Anniversaire      | 露壬雄とジュリエットと誕生日       | Romio to Jurietto to tanjōbi       | 15 décembre 2018      |
| 12 | Romio et Juliet                        | 露壬雄とジュリエット               | Romio to Jurietto                  | 22 décembre 2018      |

## Accueil
En avril 2017, la série a été nommée pour le 41e Prix du manga Kōdansha dans la catégorie du « meilleur shōnen manga ». En août 2017, la série est classée 14e dans la « catégorie Comics » d'après les votes pour la troisième édition du « Grand prix Tsugini kuru manga » (次にくるマンガ大賞, Tsugini kuru manga taishō), organisé par le magazine Da Vinci de Media Factory et le site web Niconico. En mars 2018, Kishuku gakkō no Juliet a atteint le million d'exemplaires écoulés. En février 2019, le tirage de la série s'élève à 2,5 millions de copies.